# Гит
Гит је акрилна смеса која има велику пластичност и текстуру јаку сличну глини и тесту. Служи за попуну и поправку у грађевини и ауто лимарији. У грађевини се код објеката у изградњи гит користи за попуну канала куда су прошле електричне и водоводне инсталације а пре финалног слоја зида. У ауто лимарији гит је обично двкокомпонентан (примарна смеса и учвршћивач) где се користи за попуну мањих оштећења односно удубљења на лимарији возила након чега се шмиргла да би добило контуру тог дела лима и на крају се фарба.